# Coelotes pickardi pastor
Coelotes pickardi là một phân loài nhện trong họ Amaurobiidae.
Loài này thuộc chi Coelotes. Coelotes pickardi pastor được Eugène Simon miêu tả năm 1875.